# ブレイズ (映画)
『ブレイズ』（原題：Blaze）は、1989年制作のアメリカ合衆国の映画。
1950年代、全米に一大スキャンダルを巻き起こしたルイジアナ州知事、アール・ロングとストリッパー、ブレイズ・スターの恋の行方を描いた作品。
ロン・シェルトン監督・脚本、ポール・ニューマン主演。

## あらすじ
1950年代末のルイジアナ州。積極果敢な政治理念で名を馳せる州知事アール・ロングとストリッパー、ブレイズ・スターは恋に落ちた。しかもロングには妻がおり、年も65歳、彼女は28歳。この親子ほども年の違う二人の愛は、やがて一大スキャンダルへと発展していく。

## キャスト
| 役名                 | 俳優                       | 日本語吹替 |
| -------------------- | -------------------------- | ---------- |
| アール・ロング       | ポール・ニューマン         | 納谷悟朗   |
| ブレイズ・スター     | ロリータ・ダヴィドヴィッチ | 小山茉美   |
| ティボドー           | ジェリー・ハーディン       | 村松康雄   |
| ラグランジェ         | ゲイラード・サーテイン     | 島香裕     |
| エルドン・タック     | ジェフリー・デマン         | 大木民夫   |
| ピキューン           | リチャード・ジェンキンス   | 有本欽隆   |
| ドク・フェリデイ     | ガーランド・バンティング   | 伊井篤史   |
| レッド・スナイダー   | ロバート・ウール           | 沢木郁也   |
| ウィリー・レイナック | ジェームズ・ハーパー       | 石塚運昇   |

テレビ放映：TBSテレビ「水曜ロードショー」 1993年2月17日